# Гонсалес, Джесси
Хосе Луис «Джесси» Гонсалес Гудина (исп. José Luis González Gudina; 25 мая 1995, Идентон, Северная Каролина, США) — мексиканский и американский футболист, вратарь.
Гонсалес родился в США, в семье мексиканских иммигрантов.

## Клубная карьера
Гонсалес — воспитанник клуба «Даллас». В марте 2013 года он подписал с командой профессиональный контракт, став десятым доморощенным футболистом, подписавшим с клубом соглашение. 23 августа 2015 года в матче против канадского «Ванкувер Уайткэпс» Джесси дебютировал в MLS. В том же году Гонсалес на правах аренды выступал за «Питтсбург Риверхаундс».
6 июня 2020 года MLS отстранила Гонсалеса от матчей из-за обвинений в домашнем насилии. 6 августа 2020 года контракт Гонсалеса с «Далласом» был расторгнут по взаимному согласию сторон.
В июне 2023 года Гонсалес подписал контракт с клубом чемпионата Гватемалы «Антигуа-Гуатемала».

## Международная карьера
В 2015 году Гонсалес был включён в заявку молодёжной сборной Мексики на участие в молодёжном чемпионате КОНКАКАФ на Ямайке. На турнире он сыграл в матчах против молодёжных команд Кубы, Канады, Гондураса, Сальвадора и Панамы. По итогам соревнований Джесси стал их победителем.
Летом того же года Гонсалес принял участие в молодёжном чемпионате мира в Новой Зеландии. На турнире он сыграл в матчах против Уругвая и Сербии.
25 марта 2016 года Гонсалес сыграл свой первый матч за олимпийскую сборную Мексики, выйдя на поле во втором тайме предолимпийского товарищеского матча со сборной Японии.
Гонсалес ранее несколько раз заявлял о желании выступать за сборную Мексики. Однако в июне 2017 года стало известно, что он подал документы в ФИФА по поводу разрешения на выступления за сборную США. 29 июня Федерация футбола США объявила о том, что разрешение на смену футбольного гражданства Гонсалесом получено. 16 июля Гонсалес был дозаявлен в состав сборной США на Золотом кубке КОНКАКАФ 2017 перед стадией плей-офф. На турнире он на поле не вышел.

## Достижения
Командные
 «Даллас»
- Победитель регулярного чемпионата MLS: 2016
- Обладатель Открытого кубка США: 2016

 Мексика (до 20)
- Молодёжный чемпионат КОНКАКАФ: 2015

 США
- Золотой кубок КОНКАКАФ: 2017